# Sungai Panji Panji
Sungai Panji Panji is een bestuurslaag in het regentschap Rokan Hilir van de provincie Riau, Indonesië. Sungai Panji Panji telt 1356 inwoners (volkstelling 2010).